# Fabrikgebäude der Firma Röhm
Das Fabrikgebäude der Firma Evonik, ehemals: Röhm ist ein Bauwerk in Darmstadt in der Nähe des Hauptbahnhofes. Es wurde gebaut von Röhm und Haas in den 1950er Jahren.

## Architektur und Geschichte
Das Fabrikgebäude besteht aus einem pavillonartigen Rundbau und einem mehrgeschossigen Klinkerkubus mit einer geometrischen Stahl-Glas-Fensterteilung.
Das Bauwerk besitzt ein Flachdach.
Die Architektur des Bauwerks aus den 1950er Jahren ist typisch für die Nachkriegsmoderne.
Die Kombination aus dunkelroten Klinkern mit einer funktionalen Stahl-Glas-Fassade war schon in den 1920er Jahren üblich und wurde nach dem Zweiten Weltkrieg wieder aufgenommen.

## Denkmalschutz
Aus architektonischen und ortsgeschichtlichen Gründen ist das Bauwerk ein Kulturdenkmal.